# 이단 논박
《이단 논박》(Adversus Haereses)은 초기 기독교의 교부인 이레니우스가 쓴 신학 저서이다. 영지주의와 기타 기독교 이단(특히 마르키온파)에 반대하는 5권짜리 저작물로, 서기 180년경에 갈리아(지금의 프랑스) 리옹의 주교인 이레나이우스에 의해 작성되었다. 라틴어 제목인 'Adversus Haereses'로 자주 지칭되나, 이외에 '이단에 반대하여'나 '소위 영지주의의 탐지와 전복에 관하여'라는 제목으로도 자주 인용된다.
이 책은 예수의 육신성을 부인한 이원론의 여러 종파에 관해 서술하고, 정통 기독교와 비교하여 이들의 이단성을 역설하였다. 이 책은 1945년 나그함마디 문서가 발견되기 전까지 영지주의에 관해 서술한 가장 정밀한 동시대 저작이었다. 또한 정경 복음서 본문과 바울서신 중 일부를 모호성 없이 증명한 최초의 문서 중 하나로 역사적으로 중요한 위치를 차지한다. 이레네우스는 신약성경 정경의 대부분과 외경인 클레멘트 1서 및 헤르마스의 목자를 인용했지만, 빌레몬서, 베드로후서, 요한 3서, 유다서 등 가장 짧은 네 서신에 대해서는 언급하지 않았다.
오늘날에는 고대 그리스어로 된 원본 텍스트의 일부만 남아 있지만, 작성 시기를 알 수 없는 라틴어로 된 완전한 사본이 많이 남아 있다. IV권과 V권은 아르메니아어로 된 문서 형태로 전체가 현존한다.